# 播磨町立播磨小学校
播磨町立播磨小学校（はりまちょうりつ はりましょうがっこう）は、兵庫県加古郡播磨町にある町立小学校。通称は「播小」。

## 概要
播磨町では、1973年（昭和48年）まで1町1小学校であり、本校は町内で一番古い小学校である。

## 沿革
- 1872年（明治5年）11月 - 大沢小学校・本荘小学校創立。
- 1884年（明治17年）8月 - 両校が合併し、阿閇（あえ）小学校となる。
- 1941年（昭和16年）4月 - 阿閇村立阿閇国民学校に改称。
- 1947年（昭和22年）4月 - 阿閇村立阿閇小学校に改称。
- 1962年（昭和37年）4月1日 - 阿閇村が改称して播磨村に、即日町制施行により播磨町立播磨小学校と改称。
- 1972年（昭和47年）10月 - 創立100周年記念式典挙行。
- 1981年（昭和56年）4月 - 校区の一部を播磨町立播磨北小学校として分離。
- 2007年（平成19年）4月 - 播磨北小学校閉校により旧校区が本校に復帰。

## 教育方針
学び、認め合える、子どもたちに

## 通学区域
通学区域は、以下となる
- 本荘1丁目（7番 - 9番）、本荘2丁目、本荘3丁目（1番-播磨西小の区域を除く、2番、3番、5番-播磨 西小の区域を除く、7番-10番）、東本荘1丁目、東本荘2丁目、北本荘1丁目（10番-播磨西小の区域を除く、11番-12番）、北本荘2丁目（1番-5番、6番-播磨西小の区域を除く、7番の一 部、8番の一部、9番の一部、10番の一部）、宮北1-3丁目、南野添1-3丁目、南大中1丁目、南大中2丁目、南大中3丁目（1番-2番、5番-14番）、古田1丁目（9番、10番の一部、11番）

## 進学先中学校
山陽電鉄本線を境に二分され、北側の区域は播磨町立播磨中学校へ、南側の区域は播磨町立播磨南中学校へ進学する。

## 児童数
2007年（平成19年）の播磨町立播磨北小学校の閉校に伴い、児童数が増加した。
- 1年生 - 83人
- 2年生 - 86人
- 3年生 - 102人
- 4年生 - 82人
- 5年生 - 100人
- 6年生 - 94人
- 総計 - 547人

(2010年4月9日現在)

## 学級数
- 1年生 - 2学級
- 2年生 - 2学級
- 3年生 - 3学級
- 4年生 - 3学級
- 5年生 - 2学級
- 6年生 - 2学級
- 特別支援 - 3学級
- 総計 - 19学級

## 著名な出身者
- 廣田隆治 - サッカー選手

## 通学区域が隣接している学校
- 播磨町立播磨西小学校
- 播磨町立蓮池小学校
- 播磨町立播磨南小学校